# Giorgi Vazagashvili
Giorgi Vazagashvili, né le 19 avril 1974, est un judoka géorgien.
Aux Jeux olympiques d'été de 2000, il a obtenu la médaille de bronze dans la catégorie des moins de 66 kg.
Il est également triplé médaillé aux Championnats du monde en 1993, 1995 et 1997.
Au niveau européen, Vazagashvili a remporté deux titres en 1996 et 1997.